# نیکاهو، آکیتا
نیکاهو، آکیتا از شهرهای استان آکیتا ژاپن است که جمعیت آن در ۱ ژانویه ۲۰۰۸ ۲۸٬۴۲۲ نفر بوده‌است.